# Foucaucourt Communal Cemetery
Foucaucourt Communal Cemetery is een begraafplaats gelegen in de Franse plaats Foucaucourt-en-Santerre (Somme). De militaire graven worden onderhouden door de Commonwealth War Graves Commission.
De begraafplaats telt 8 geïdentificeerde Gemenebest graven uit de Eerste Wereldoorlog.